# سیلان‌تپه
سیلان تپه مربوط به هزاره اول و دوم قبل از میلاد است و در خسروشاه، داخل شهر واقع شده و این اثر در تاریخ ۱۲ بهمن ۱۳۸۱ با شمارهٔ ثبت ۷۳۵۵ به‌عنوان یکی از آثار ملی ایران به ثبت رسیده است.